# Wacław Żyliński
Wacław Żyliński (ur. 19 lutego lub 1 marca 1803 w Niedzingach lub Mereczu, zm. 5 maja 1863 w Sankt Petersburgu) – duchowny katolicki, biskup wileński (1848–1856), arcybiskup mohylewski (1856–1863).

## Życiorys
Urodził się w rodzinie szlacheckiej, miał pięciu braci i dwie siostry. Jego ojcem był cześnik Ludwik Żyliński.  Wyświęcony na księdza został w 1826 r. Pełnił funkcję wikariusza w Mińsku, proboszcza w Iwieńcu, profesora i rektora seminarium diecezji mińskiej, kanonika i wikariusza kapitulnego mińskiego. Następnie był kanonikiem kapituły diecezjalnej w diecezji wileńskiej oraz członkiem Kolegium Duchownego w Petersburgu.
Jego stryjecznym wnukiem był poseł na Sejm Litwy Środkowej - Aleksander Żyliński.

## Odznaczenia
Władze carskie nadały mu odznaczenia:
- Order Świętego Włodzimierza 4 klasy (1835)
- Order Świętego Stanisława 2 klasy
- Order Świętej Anny 2 klasy z koroną cesarską
- Order Świętego Stanisława 1 klasy (1853)
- Order Świętej Anny 1 klasy (1856)
- Order Orła Białego (1862)